# 矢沢駅
矢沢駅（やさわえき）は、かつて岩手県花巻市矢沢にあった日本国有鉄道（国鉄）釜石線の駅（廃駅）である。

## 歴史
花巻と釜石を鉄道連絡することを目指して建設された岩手軽便鉄道により、その最初の開業区間の一部として1913年（大正2年）10月25日に開業した。当初は762 mm特殊狭軌の軽便鉄道であった。1936年（昭和11年）8月1日に国有化されて国鉄の駅となり、その後は国鉄標準の1,067 mm軌間への改軌工事が進められた。1943年（昭和18年）9月20日から1,067 mm軌間での運行が開始されている。
1982年開通の東北新幹線が当駅から約500m東寄りで釜石線と交差し、この地点に接続駅として新花巻駅を設置することになったため、代替として1985年（昭和60年）3月13日限りで廃止された。
なお、『国鉄監修 時刻表』1985年3月号（日本交通公社出版事業局＝現：JTBパブリッシング）では、「釜石線矢沢駅を移転して新花巻駅に改称します」と実際の手続き（矢沢駅の廃止と新花巻駅の開設）とは異なる記述がされていた。

### 年表
- 1913年（大正2年）10月25日：岩手軽便鉄道の矢沢停留場として開業[1]。
- 1914年（大正3年）11月10日：矢沢駅に昇格[1]。
- 1936年（昭和11年）8月1日：岩手軽便鉄道の国有化により国鉄釜石線の駅となる[1]。
- 1943年（昭和18年）9月20日：1,067 mm軌間への改軌工事完成。
- 1944年（昭和19年）10月11日：国鉄釜石東線の開業に伴い、所属の路線名が釜石西線に変更となる。
- 1950年（昭和25年）10月10日：国鉄釜石線の全通により、再び釜石線の駅となる。
- 1961年（昭和36年）10月1日：貨物の取扱を廃止[1]。
- 1965年（昭和40年）4月：業務委託駅となる。
- 1983年（昭和58年）3月10日：荷物の取扱を廃止[2]。同時に無人化[3]。
- 1985年（昭和60年）3月14日：新花巻駅設置により廃止[1]。

## 駅構造
地上駅で、当初は2面2線の相対式ホームを持つ列車交換可能な有人駅であったが、末期は1面1線の単式ホームのみに縮小され、無人駅となっていた。

## 駅周辺
周辺は矢沢集落となっている。
- 岩手県道286号東和花巻温泉線
- 国道456号
- 釜石自動車道

## 駅跡

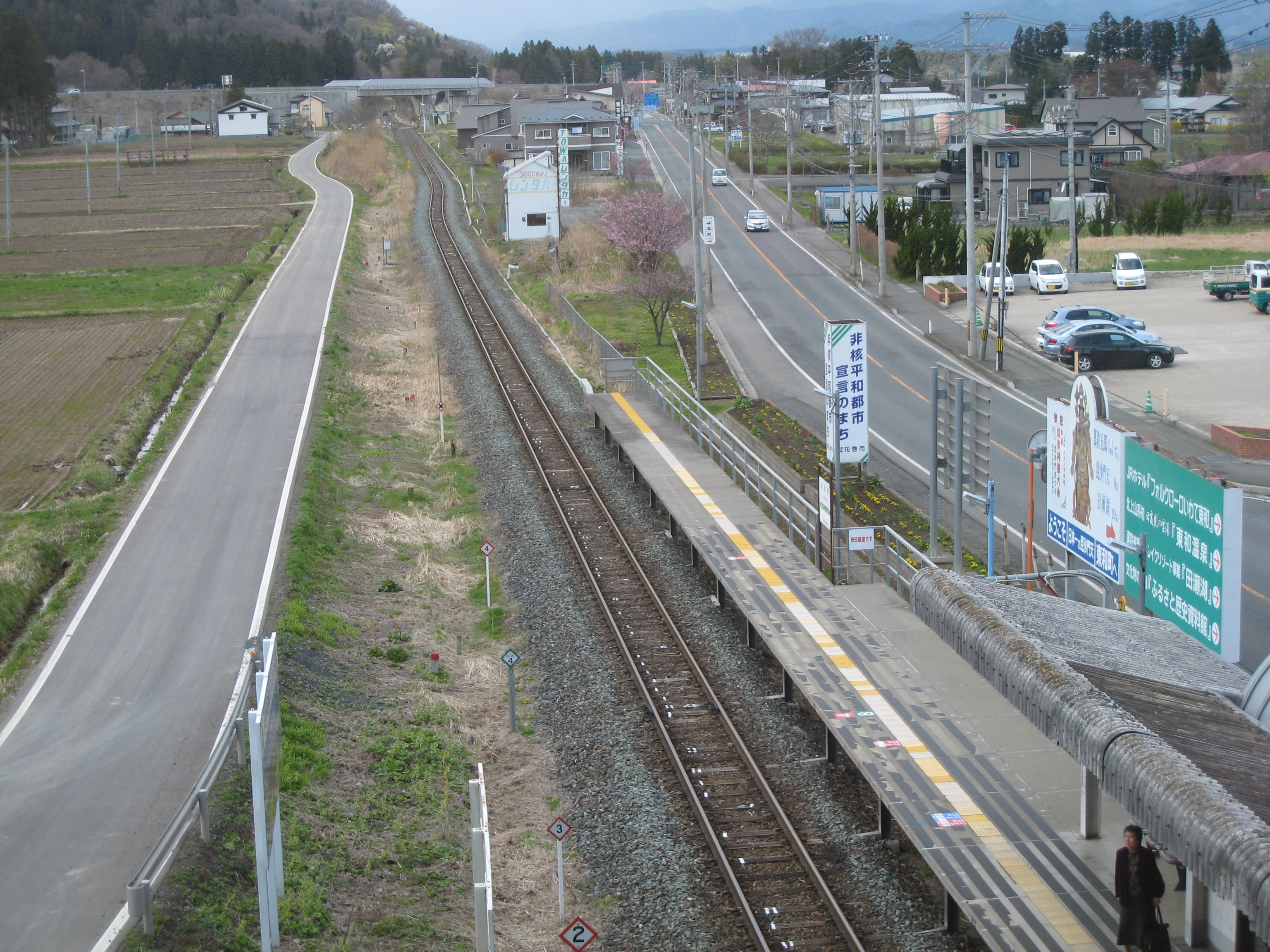
新花巻駅の釜石線ホーム西方のカーブ（新幹線ホームから。踏切の奥でまた曲がる）

駅のあった箇所は、交換施設を棒線化した名残で現在も線路が不自然に緩く短いS字形にカーブをしている。花巻方へ見ると、線路がまず右にカーブして、その先また左（元の直線）に戻る。矢沢駅のホームがあったため、隣の道路も左に膨らんでいる。

## 隣の駅
日本国有鉄道
釜石線
似内駅 - 矢沢駅 - 小山田駅